# Процак Ярослав Михайлович
Яросла́в Миха́йлович Про́цак (нар. 3 січня 1939, с. Губичі, нині Самбірський район, Львівська область) — український архітектор, член Національної спілки архітекторів України.

## Біографія
Народився 3 січня 1939 року в селі Губичі на Львівщині. 1961 року закінчив Львівський політехнічний інститут.
Основні роботи: музична школа в Дрогобичі (1964); реконструкція парку ім. Т. Шевченка (1970), забудова північного житлового району (1970—1985), обласна науково-технічна бібліотека в Івано-Франківську (1994), церква св. Вознесіння в с. Брошні (1992), Будинок культури в Косові (1993).
2008 року спільно з архітектором Володимиром Ідаком протестував проти непланомірної забудови в Івано-Франківську вулиць Бандери — Шухевичів — Височана.